# John Nelson (specialeffekttekniker)
John Nelson född 21 juli 1953 i Detroit, Michigan är en amerikansk specialeffekttekniker som har nominerats till fyra Oscar varav vunnit två för Ridley Scotts film Gladiator och Blade Runner 2049, uppföljaren till Blade Runner. Nelson blev nominerad till ytterligare två Oscar för I, Robot och Iron Man.

## Nomineringar och priser
- Gladiator (2000) (Vann)
- I, Robot (2004)
- Iron Man (2008)
- Blade Runner 2049 (2017) (Vann)